# Kattarp, Laholms kommun
Kattarp är en by i Laholms kommun vid småorten Skogaby och floden Lagan i Laholms socken och Hallands län.
Här stod den 3 oktober 1657 slaget vid Kattarp mellan Sverige och Danmark, under Karl X Gustavs första danska krig.
Slaget slutade med dansk seger.